# Janiuay
Janiuay (Bayan ng Janiuay) är en kommun i Filippinerna. Kommunen ligger på ön Panay, och tillhör provinsen Iloilo. Folkmängden uppgår till 54 166 invånare.

## Barangayer
Janiuay är indelat i 45 barangayer.
| - Abangay - Agcarope - Aglobong - Aguingay - Anhawan - Atimonan - Balanac - Barasalon - Bongol - Cabantog - Calmay - Canawili - Canawillian - Caranas - Caraudan - Carigangan - Cunsad - Dabong - Damires - Damo-ong | - Danao - Gines - Guadalupe - Jibolo - Kuyot - Madong - Manacabac - Mangil - Matag-ub - Monte-Magapa - Pangilihan - Panuran - Pararinga - Patong-patong - Quipot - Santo Tomas - Sarawag - Tambal - Tamu-an - Tiringanan | - Tolarucan - Tuburan - Ubian - Yabon - Aquino Nobleza East (Pob.) - Aquino Nobleza West (Pob.) - R. Armada (Pob.) - Concepcion Pob. (D.G. Abordo) - Golgota (Pob.) - Locsin (Pob.) - Don T. Lutero Center (Pob.) - Don T. Lutero East (Pob.) - Don T. Lutero West Pob - Crispin Salazar North (Pob.) - Crispin Salazar South (Pob.) - San Julian (Pob.) - San Pedro (Pob.) - Santa Rita (Pob.) - Capt. A. Tirador (Pob.) - S. M. Villa (Pob.) |